# Roberto Eduardo Viola
Roberto Eduardo Viola Prevedini (13. října 1924 Buenos Aires – 30. září 1994 Buenos Aires) byl argentinský generál, politik a diktátor, který byl od 29. března do 11. prosince 1981 argentinským prezidentem. Ve funkci prezidenta byl vojenským diktátorem, podobně jako jeho předchůdci (éra junty). Svržen byl během vojenského převratu, vedeným velitelem armády generálporučíkem Leopoldem Galtierim, který jeho pozici prezidenta převzal. Jeho největším politickým činem v úřadě prezidenta bylo jmenování Lorenza Sigauta ministrem financí. Ten se rozhodl devalvovat argentinské peso. To bylo zřejmě hlavním motivem jeho svržení z funkce vůdce země. Po zhroucení vojenského režimu v roce 1983 byl zatčen a odsouzen za porušování lidských práv na 17 let do vězení. V roce 1990 byl omilostněn prezidentem Carlosem Menemem, společně se všemi dalšími členy junty.